# Bourg-Fidèle
Bourg-Fidèle település Franciaországban, Ardennes megyében. Lakosainak száma 829 fő (2022. január 1.). Bourg-Fidèle Le Châtelet-sur-Sormonne, Harcy, Les Mazures és Rocroi községekkel határos.

## Népesség
A település népességének változása:
| Lakosok száma | 778  | 700  | 771  | 819  | 860  | 871  | 862  | 854  | 845  | 829  |
|               | 1968 | 1982 | 1999 | 2006 | 2011 | 2015 | 2017 | 2018 | 2020 | 2022 |